# Lutynia (Miękinia)

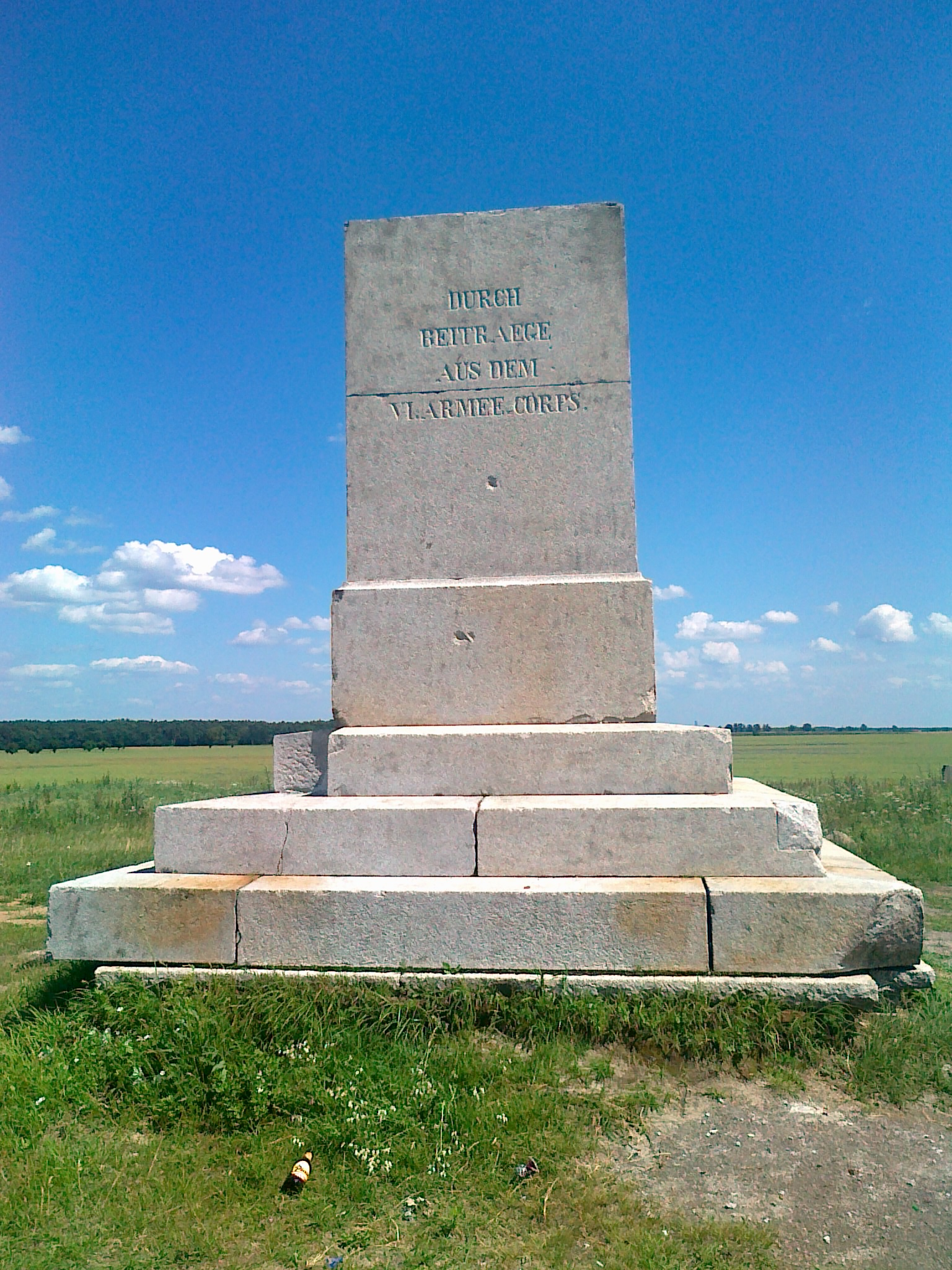
Reste des Denkmals für die Schlacht bei Leuthen

Lutynia (deutsch Leuthen) ist ein Ort in der Gemeinde Stadt- und Landgemeinde Miękinia (Nimkau) im Powiat Średzki der Woiwodschaft Niederschlesien in Polen.

## Geographie

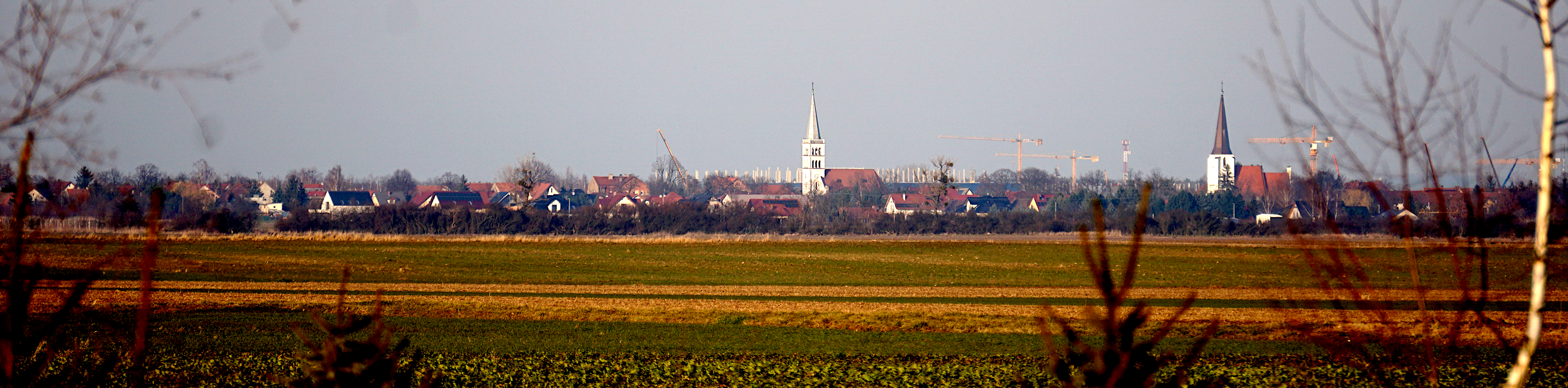
Panorama von Leuthen

Lutynia liegt neun Kilometer südöstlich von Miękinia und etwa 23 Kilometer westlich von Breslau.
Nachbarorte sind Wróblowice (Frobelwitz) im Norden, Zakrzyce (Sagschütz) im Süden und Radakowice (Radaxdorf) im Südwesten. Östlich von Lutynia liegt der Las Ratyński (Rathener Wald).

## Geschichte
Leuthen wurde erstmals 1330 als Luthin urkundlich erwähnt. Es gehörte zum Herzogtum Breslau, das nach dem Tod des Herzogs Heinrich VI. 1335 als erledigtes Lehen an Böhmen fiel. 1336 ist es in der Schreibweise Leuthen, 1360 als Lewten und 1361 als Lüthen belegt.
Am 5. Dezember 1757 schlug der preußische König Friedrich II. in der Schlacht von Leuthen durch überlegene Kriegskunst (sogenannte „Schiefe Schlachtordnung“) das doppelt so starke Kaiserliche Heer unter Prinz Karl von Lothringen, einem Schwager Maria Theresias, vernichtend und legte damit einen der Grundsteine für den Aufstieg Preußens als fünfte europäische Großmacht im Siebenjährigen Krieg (1756–1763).
1845 bestand das Dorf aus 114 Häusern, einer evangelischen Kirche, einer evangelischen Schule und einem Vorwerk. Im gleichen Jahr lebten in Leuthen 732 Menschen, davon 173 katholisch. 1933 lebten in Leuthen 1055 Einwohner, 1939 waren es 119 Einwohner. Bis 1945 befand sich der Ort im Landkreis Neumarkt.
Als Folge des Zweiten Weltkriegs fiel Leuthen mit dem größten Teil Schlesiens 1945 an Polen und wurde in Lutynia umbenannt. Die deutschen Einwohner wurden – soweit sie nicht schon vorher geflohen waren – vertrieben. Die neu angesiedelten Bewohner waren teilweise Zwangsumgesiedelte aus Ostpolen, das an die Sowjetunion gefallen war. Nachfolgend wurde es der Woiwodschaft Breslau  und 1999 dem Powiat Średzki eingegliedert.

## Sehenswürdigkeiten

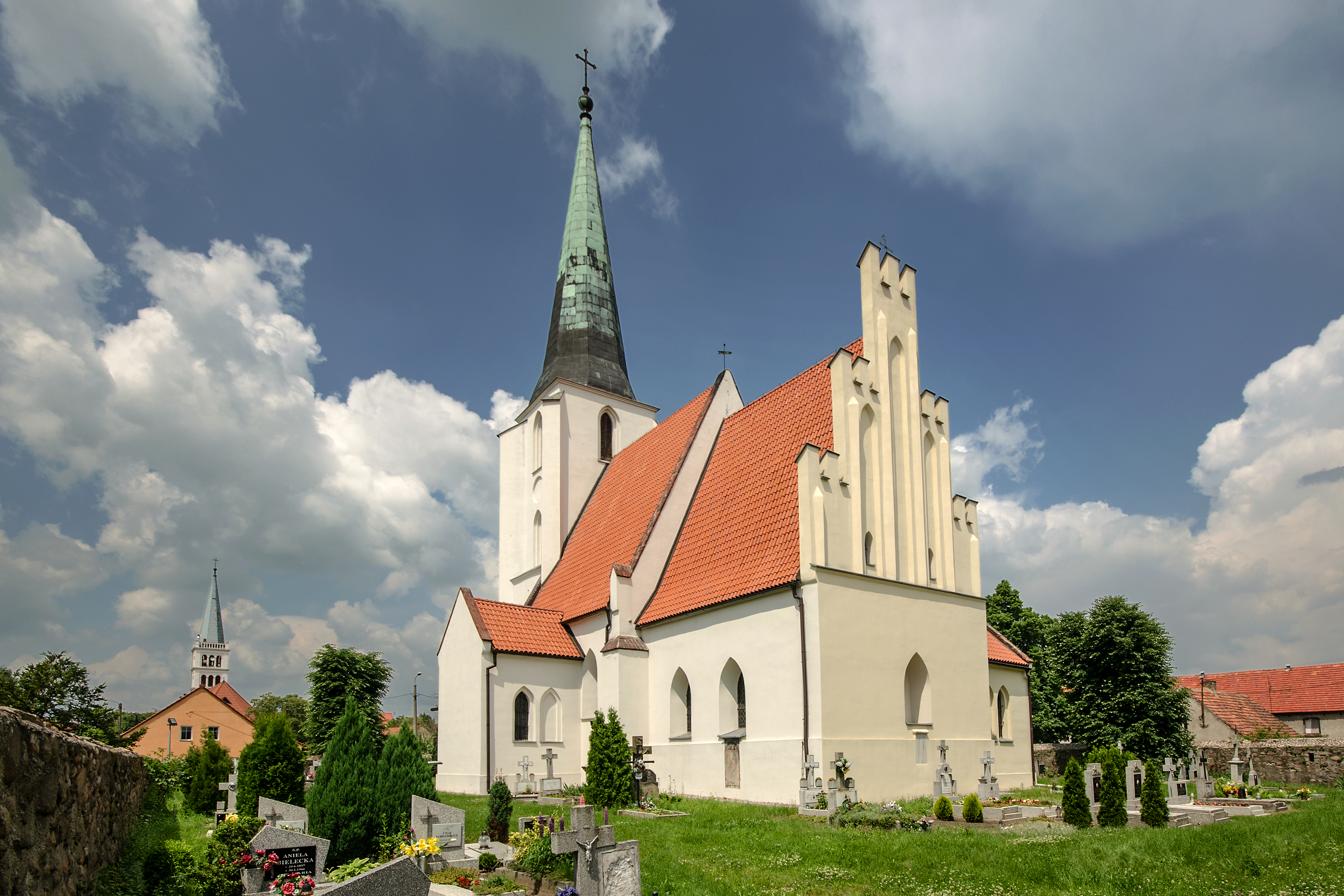
Pfarrkirche St. Josef

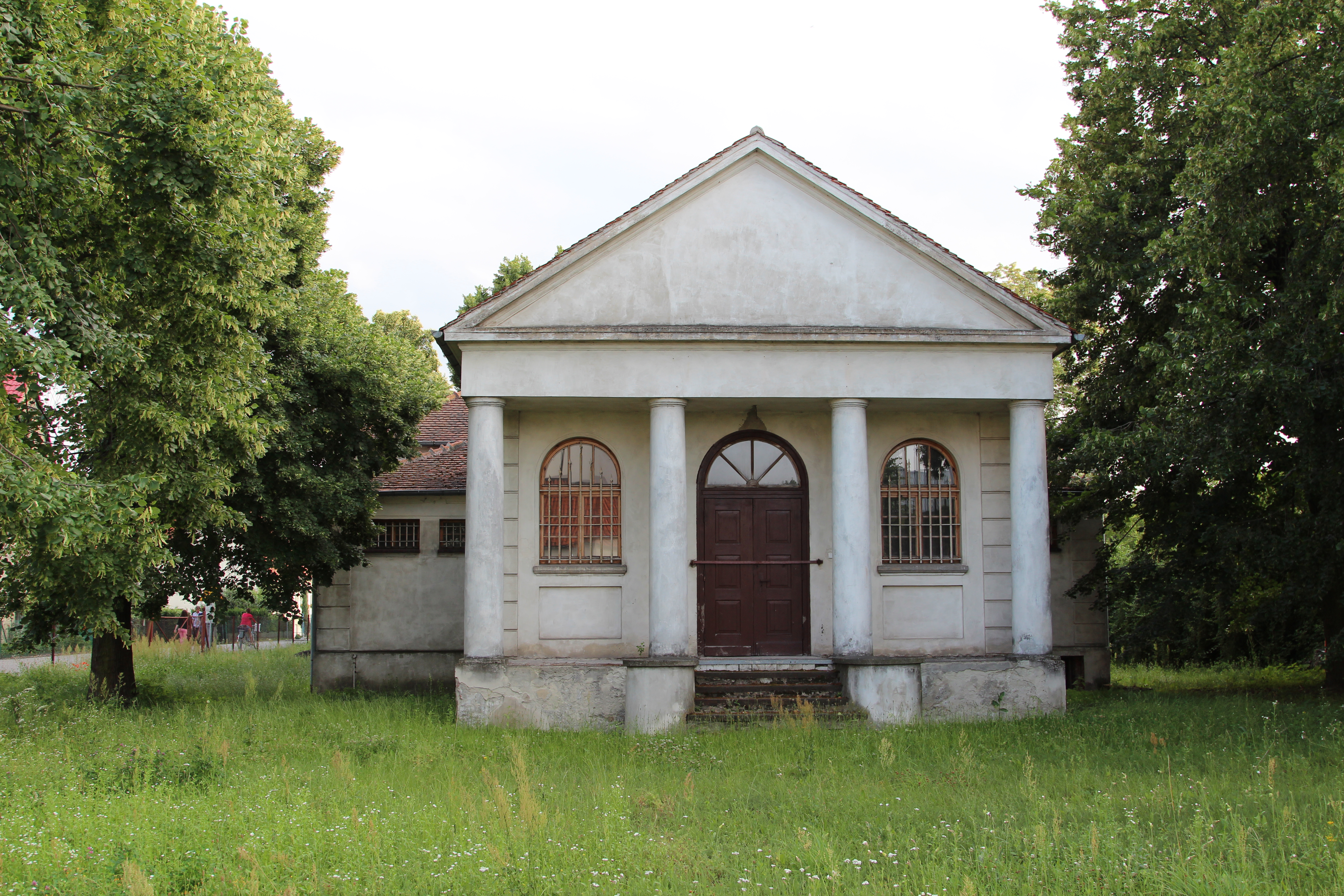
Ehemaliges Museumsgebäude

- Die katholische St.-Josefs-Kirche entstand im 14. Jahrhundert und im 16. Jahrhundert umgebaut. Nach Schäden während der Schlacht von Leuthen wurde die Kirche 1757 saniert. 1867–1869 wurde die Kirche restauriert und im Inneren im Stil der Neugotik ausgestattet. Die Kirche ist von einer Wehrmauer aus dem 17. Jahrhundertumgeben. Der Torbogen mit Ornamenten stammt aus der Renaissance. Die Innenausstattung wurde in den nachfolgenden Jahrhundert mehrmals verändert. Der St.-Anna-Altar stammt aus der Wende 14. zum 15. Jahrhundert. Seit 1963 steht die Kirche unter Denkmalschutz.[4]
- Das Denkmal zum Gedenken an die Schlacht bei Leuthen wurde 1852 nordwestlich des Dorfes zur Erinnerung an die Schlacht bei Leuthen errichtet. Es bestand aus einer Granitsäule mit einer auf ihr stehenden Siegesgöttin. Entworfen wurde die Figur von Christian Daniel Rauch.[5] Nach 1945 wurde das Denkmal größtenteils zerstört. Heute besteht nur noch der untere Part der Säule. Eine Inschrift ist ebenfalls erhalten geblieben. 2011 wurden die Reste des Denkmals restauriert.[1]
- Die ehemalige evangelische Kirche liegt im westlichen Teil des Ortskerns. Das 1857 erbaute Gotteshaus wurde nach 1945 zu einer römisch-katholischen Kirche und der Mutter Gottes von Tschenstochau geweiht.[1]
- Das ehemalige Museumsgebäude zur Erinnerung an die Schlacht von Leuthen, wurde 1921 erbaut. Es ist ein Klassizismus|klassizistischen Bau. Nach dem Übergang an Polen 1945 wurde das Gebäude als Getreidesilo genutzt.[1] Seit 1992 steht das Gebäude unter Denkmalschutz.
- Holzmühle aus dem 19. Jahrhundert[1]